# Mount Belecz
Mount Belecz är ett berg i Antarktis. Det ligger i Västantarktis. Nya Zeeland gör anspråk på området. Toppen på Mount Belecz är 2 125 meter över havet.
Terrängen runt Mount Belecz är bergig åt sydost, men åt nordväst är den kuperad. Trakten är obefolkad. Det finns inga samhällen i närheten.